# 九角数
九角数(きゅうかくすう、Nonagonal number)は、九角形の多角数である。n番目の九角数は、以下の式で与えられる。
{\displaystyle {\frac {n(7n-5)}{2}}.}
最初のいくつかの九角数は、次の通りである。
1, 9, 24, 46, 75, 111, 154, 204, 261, 325, 396, 474, 559, 651, 750, 856, 969, 1089, 1216, 1350, 1491, 1639, 1794, 1956, 2125, 2301, 2484, 2674, 2871, 3075, 3286, 3504, 3729, 3961, 4200, 4446, 4699, 4959, 5226, 5500, 5781, 6069, 6364, 6666, 6975, 7291, 7614, 7944, 8281, 8625, 8976, 9334, 9699. オンライン整数列大辞典の数列 A001106
九角数の偶奇性は、奇数、奇数、偶数、偶数の順番となる。
N(n)をn番目の九角数、T(n)をn番目の三角数とすると、以下の関係がある。
{\displaystyle {7N(n)+3=T(7n-3)}.}

## 九角数の試験
{\displaystyle x={\frac {{\sqrt {56n+25}}+5}{14}}.}
xが整数の時、nはx番目の九角数となる。xが非整数の場合、nは九角数とはならない。